# Pantylidae
Los pantílidos (Pantylidae) son un grupo extinto de lepospóndilos que vivieron desde finales del período Carbonífero hasta comienzos del período Pérmico, en lo que hoy son los Estados Unidos, Canadá y la República Checa. Está representado por los géneros Trachystegos, Pantylus y Stegotretus.